# Алиев, Зейнал Абдин бек Гаджи Ага бек оглы
Алиев, Зейнал Абдин бек Гаджи Ага бек оглы (азерб. Əliyev Zeynalabdin bəy Hacağa bəy oğlu) — деятель культуры, первый азербайджанский профессиональный скульптор.

## Биография
Зейнал Абдин бек родился 24 апреля 1894 году в Баку в семье коммерсанта. После окончания реального училища в Баку по настоянию отца в 1915 поступил в Московский коммерческий институт. Осенью 1918 году вернулся в Баку, где был назначен на должность главного специалиста по особым поручениям Министерства почт и телеграфа АДР.
23 марта 1919 года было принято решение об объявлении конкурса на создание проектов государственного герба и государственной печати с изображением герба АДР. Он стал автором рисунков государственного герба, а а также медалей в честь открытия парламента и первых почтовых марок АДР, выпущенных 20 октября 1919 года.
В 1920 году в числе 100 молодых людей, направленных за счет государства на учебу в университеты Европы, поехал в Италию и поступил на скульптурное отделение в Академии изящных искусств в городе Перуджа. За два года и два месяца завершил 4-х летний курс обучения и в 1923 году получил диплом «профессора скульптуры», но не вернулся на родину. Из работ, созданных в Перуджа известны бюст Бетховена и бюст эмигранта из России, оперного певца театра «Ла Скала» Сигизмунда Залесского.
В 1920-30-е годы он работал в США и Турции. В 1934 в Турции была опубликована статья «О прекрасных произведениях искусства Азербайджана» под псевдонимом «Скульптор Зейнал А.Сарай». В 1954 году была опубликована статья «История святилищ азербайджанца Заратуштры» под псевдонимом «Зейнал Аккоч».
Cкончался в 50-х годах XX века в Перудже, где и был похоронен.

### Семья
- Прадед — Гаджи Мирза Абдул Рагим Имам Али оглы. В 1832 году вместе с Аббас-Кули Ага Бакихановым основал первое Бакинское уездное училище. Первый учитель азербайджанского языка и шариата.
- Дед — Мирза Зейнал Абдин бек Алиев (1826—1891). Дворянин, имел чин титулярного советника.
- Отец — Кербалай Гаджи Ага бек Алиев
- Мать — Марьям Ниса ханум Искендербекова (вторая жена отца)
- Брат — Джабраил бек
- Сестра — Сара
- Двоюродный брат — Джафар Кязимов
- Двоюродный брат — Искендер Алиев